# Cordillera del Tigre
Cordillera del Tigre är en bergskedja i Argentina. Den ligger i den västra delen av landet, 1 100 km väster om huvudstaden Buenos Aires.
Trakten runt Cordillera del Tigre är ofruktbar med lite eller ingen växtlighet. Runt Cordillera del Tigre är det ganska glesbefolkat, med 22 invånare per kvadratkilometer.